# Archives nationales du monde du travail

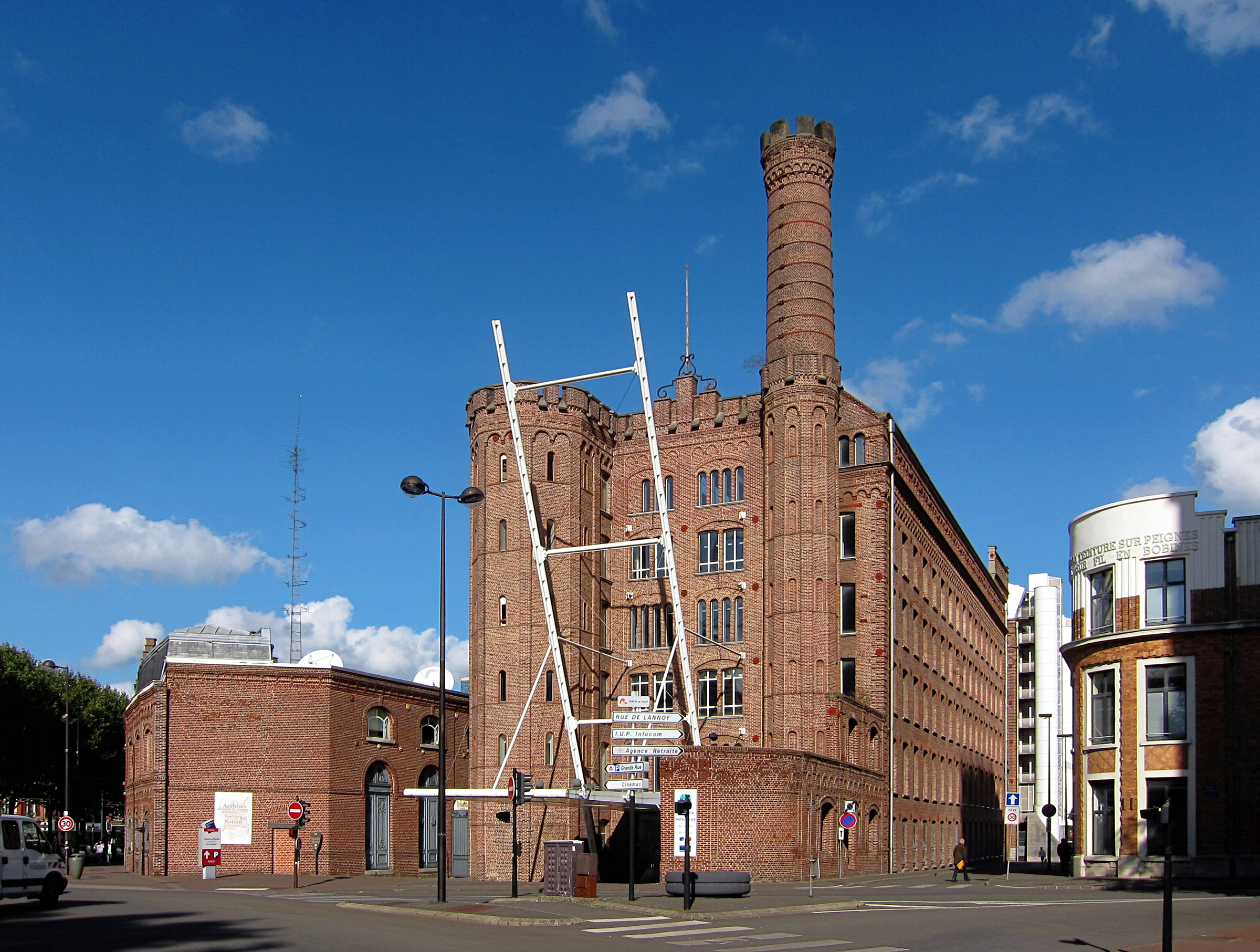
Archives nationales du monde du travail in Roubaix

Das Archives nationales du monde du travail (deutsch Nationalarchiv der Arbeitswelt) ist eine 1993 gegründete staatliche Behörde von nationaler Bedeutung mit Sitz in Roubaix, die dem französischen Kultusministerium untersteht.

## Aufgaben
Das ursprünglich als Centre des archives du monde du travail (CAMT) gegründete Archiv wurde in Archives nationales du monde du travail (ANMT) umbenannt.
Das ANMT hat die Aufgabe Firmen- und Gewerkschaftsarchive zu sammeln bzw. im weitesten Sinne Dokumente zu bewahren, die Bezug zu den wirtschaftlichen und sozialen Aktivitäten haben. 

## Dienstsitz
Der Behördensitz mit der Adresse Boulevard du Général Leclerc Nr. 78 befindet sich in der ehemaligen Garnspinnerei Motte-Bossut. Das Gebäude aus dem Jahr 1865 ist seit 1978 als Monument historique geschützt.